# Goniothalamus touranensis
Goniothalamus touranensis este o specie de plante din genul Goniothalamus, familia Annonaceae, descrisă de Suzanne Ast. Conform Catalogue of Life specia Goniothalamus touranensis nu are subspecii cunoscute.